# 山福镇
山福镇是中华人民共和国浙江省温州市鹿城区下辖的一个镇。
2015年12月7日，浙江省人民政府批复同意调整藤桥镇管辖范围，增设山福镇，镇政府驻山福镇临江东街208号。

## 行政区划
山福镇下辖以下村级行政区划单位：
西洲村、横山村、沙头村、金岙村、驿头山根村、小旦村、西坑村、双溪村、下冯山村、沈渡村、夏嘉村、双潮村、竹源村、驿头驿阳村、江南村、江秀村、垟江村和潮源村。